# Lijst van rijksmonumenten in Tjamsweer
De plaats Tjamsweer telt 10 inschrijvingen in het rijksmonumentenregister. Hieronder een overzicht. 
| Object                                                 | Oorspronkelijke functie?  | Bouwjaar                                                                                  | Architect                                    | Locatie                                                                               | Coördinaten?                  | Nr.?   | Afbeelding                                             |
| ------------------------------------------------------ | ------------------------- | ----------------------------------------------------------------------------------------- | -------------------------------------------- | ------------------------------------------------------------------------------------- | ----------------------------- | ------ | ------------------------------------------------------ |
| Landelijke woning onder schilddak met hoekschoorstenen | Woonhuis                  |                                                                                           |                                              | Alberdaweg 18                                                                         | 53° 19' 12" NB, 6° 49' 58" OL | 8258   | Landelijke woning onder schilddak met hoekschoorstenen |
| Ekenstein                                              | Kasteel, buitenplaats     | 1648 1772 (uitbr.) 1827 (verb. en park) 1869 (verb.) 1950-'51 (rest.)                     | L.P. Roodbaard (park) H.J.H. Groneman (1869) | Alberdaweg 70                                                                         | 53° 19' 3" NB, 6° 48' 24" OL  | 8259   | Meer afbeeldingen                                      |
| Voorm. molenaarshuis                                   | Woonhuis                  |                                                                                           |                                              | Stadsweg 2                                                                            | 53° 19' 11" NB, 6° 50' 6" OL  | 8260   | Upload foto                                            |
| Terrein Appelborg, dubbele gracht                      | Gracht                    |                                                                                           |                                              | bij Stadsweg 39                                                                       | 53° 18' 59" NB, 6° 48' 44" OL | 8261   | Upload foto                                            |
| Hervormde kerk en toren                                | Kerk en kerkonderdeel     | 1538 1598 en 1631 (herst.) 1748/1776 (toren) 1967-'68 (rest. toren) 1976-'77 (rest. kerk) | P.L. de Vrieze (rest. 1967-'68 en 1976-'77)  | Tjamsweersterweg 21                                                                   | 53° 19' 24" NB, 6° 50' 2" OL  | 8262   | Meer afbeeldingen                                      |
| Wierde                                                 | Archeologisch monument    | verm. middeleeuws                                                                         |                                              | noordoostelijk van kruising Tjamsweersterweg en N360                                  | 53° 19' 24" NB, 6° 50' 8" OL  | 45137  | Upload foto                                            |
| Wierde                                                 | Archeologisch monument    | ca. begin jaartelling                                                                     |                                              | bij Tjamsweersterweg 21                                                               | 53° 19' 23" NB, 6° 50' 0" OL  | 45138  | Wierde                                                 |
| Wierde                                                 | Archeologisch monument    | ca. begin jaartelling                                                                     |                                              | bij westelijke einde Dom. Klinkhamerlaan                                              | 53° 19' 28" NB, 6° 49' 40" OL | 45139  | Upload foto                                            |
| Wierde                                                 | Archeologisch monument    | ca. begin jaartelling                                                                     |                                              | westelijk van Tjamsweersterweg                                                        | 53° 19' 35" NB, 6° 49' 52" OL | 45140  | Wierde                                                 |
| Wierde                                                 | Archeologisch monument    | ca. begin jaartelling                                                                     |                                              | tussen Tjamsweersterweg en Christophoripad ten zuiden van de spoorlijn (zie ook foto) | 53° 19' 38" NB, 6° 50' 11" OL | 45141  | Wierde                                                 |
| Grafkelder van de familie Alberda van Ekenstein        | Begraafplaats en -onderdl | 1883                                                                                      |                                              | bij Tjamsweersterweg 21                                                               | 53° 19' 24" NB, 6° 50' 2" OL  | 509409 | Meer afbeeldingen                                      |